# Ambila
Ambila est une commune rurale malgache située dans la région de Fitovinany.

## Économie

### Transports
La ville est desservie, tant pour le trafic voyageurs que pour le fret, par la ligne de train Fianarantsoa-Côte Est (FCE).